# Varoujan Garabedian
Varoujan Garabedian, en armenio: Վարուժան Կարապետեան, también conocido como Varadjian Garbidjian y Varuzhan Karapetian, (Qamishli, Siria, 7 de marzo de 1954-Ereván, 29 de enero de 2019) fue un terrorista armenio nacido en Siria. Miembro del Ejército Secreto de Armenia para la Liberación de Armenia (ASALA) y jefe de la organización de la rama francesa. Fue conocido por ser el terrorista acusado del atentado mortal perpetrado en el aeropuerto de Orly de 1983 en París. Garabedian fue luego indultado por las autoridades francesas casi veinte años después del ataque. 

## Biografía

### Ataque del aeropuerto de Orly
El 15 de julio de 1983, siendo jefe del Ejército Secreto de Armenia para la Liberación de la sucursal francesa de Armenia, Garabedian colocó una bomba dentro de una maleta en el mostrador de facturación de Turkish Airlines en la terminal sur del aeropuerto de Orly (París). El ataque mató a ocho personas. El acto fue parte de una campaña de terrorismo global del grupo contra Turquía, para conseguir el reconocimiento y reparación del genocidio armenio.
Tras el atentado, la policía francesa se enfrentó a ASALA, confiscando armas y deteniendo a cincuenta armenios sospechosos de tener vínculos con ASALA. Uno de los arrestados, Garabedian, confesó ser uno de los líderes de ASALA en Francia y haber colocado la bomba en el aeropuerto de Orly.

#### Víctimas
Cuatro de las víctimas eran francesas, dos turcas, una estadounidense y una sueca. Entre los muertos había al menos una mujer, Jacqueline Kirschner, cuyo hijo de diecinueve años falleció en el momento de la explosión, así como un joven ciudadano francés, François Luc, según informó Associated Press.

### Juicio
Durante el juicio en Créteil, Francia, Jacques Vergès lo defendió, mientras que las víctimas del ataque estuvieron representadas por Gide Loyrette Nouel. Garabedian negó su confesión anterior de haber colocado la bomba, pero fue declarado culpable (junto con Nair Sonner y Ohannes Semerci) y condenado a cadena perpetua el 3 de marzo de 1985 por tales "hechos dirigidos a objetivos turcos". Durante el juicio admitió que era el jefe de la sucursal francesa de ASALA. Agence France Presse, 24 de abril de 2001. Terrorista armenio liberado y deportado de Francia. </ref>

### Perdón y deportación
A fines de la década de 1990, más de un millón de personas firmaron una petición en Armenia para que Garabedian fuera liberado. Dicha petición fue solicitada también por miembros del gobierno armenio y líderes cívicos, junto con los presidentes anteriores y actuales de Armenia. La apelación fue enviada a las autoridades francesas, a la vez que Armenia ofreció asilo a Garabedian, una vez que se produjo su liberación de la prisión.
Tras pasar diecisiete años en la cárcel, fue indultado por el tribunal de apelaciones de Bourges el 23 de abril de 2001 con la condición de ser deportado a Armenia.
"Me alegra que Francia haya logrado otorgarle la tan esperada libertad después de la adopción de la resolución del genocidio de Armenia", se escribió en la carta de felicitación de Le Kordonel, el asesor del servicio penitenciario sobre castigo y perdón adicionales.
El alcalde de Ereván, Robert Nazaryan, se comprometió a proporcionarle empleo y alojamiento, y en Ereván, Garabedian tuvo una reunión con el primer ministro Andranik Margaryan, quien expresó su felicidad por su liberación. Mientras estaba en prisión, comenzó a pintar y allí realizó muchas pinturas.

### Consecuencias
Muchos intelectuales armenios prominentes, como: Zori Balayan, Silva Kaputikyan, Sos Sargsyan, Gevorg Emin, Perch Zeytuntsyan, Levon Ananyan y otros, expresaron su apoyo a Garabedian. Según los medios de comunicación armenios, Garabedian estaba extraoficialmente "supervisando" la línea de transporte Yerevan-Dilijan y junto con sus guardias tomó parte en un incidente criminal ocurrido en 2010.
Garabedian murió el 29 de enero de 2019 en Ereván por un presunto ataque cardíaco a la edad de 64 años.